# برت هد
برت هد (انگلیسی: Bert Head; ۸ ژوئن ۱۹۱۶ – ۴ فوریهٔ ۲۰۰۲) بازیکن فوتبال اهل بریتانیا بود.
از باشگاه‌هایی که در آن بازی کرده‌است می‌توان به باشگاه فوتبال ولتون راورز، باشگاه فوتبال تورکی یونایتد، و باشگاه فوتبال بری اشاره کرد.